# Баденвайлер
Баденвайлер (на немски: Badenweiler) е селище в Югозападна Германия, провинция Баден-Вюртемберг. Намира се в западния край на Шварцвалд, на 30 km югозападно от Фрайбург и в близост до границите с Франция и Швейцария. Селището е известно с топлите си минерални извори, използвани още по римско време. Населението му е 4327 души (по приблизителна оценка от декември 2017 г.).

## Личности
Починали в Баденвайлер
- Стивън Крейн (1871 – 1900), американски писател
- Антон Чехов (1860 – 1904), руски писател

## Побратимени градове
- Таганрог, Русия